# Knut Beckeman

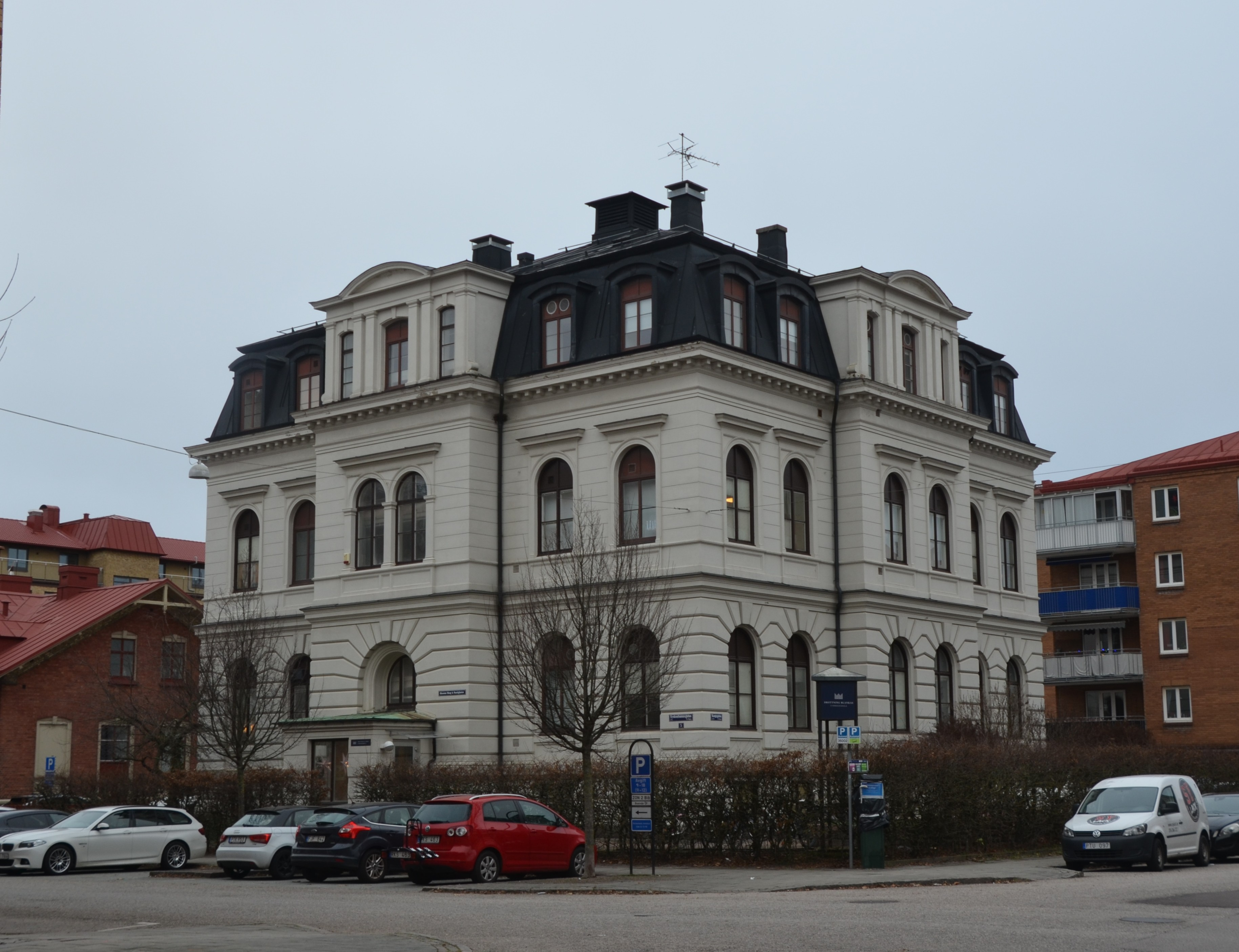
Kommunala flickskolan i Halmstad.

Knut Wilhelm Malcolm Beckeman, född 13 oktober 1851 i Halmstad, död 4 september 1943, var en svensk arkitekt.
Knut Beckenan utbildade sig till arkitekt på Chalmerska slöjdskolan (nuvarande Chalmers tekniska högskola) i Göteborg 1868–1872 och studerade vidare vid Köpenhamns konstakademi 1878–1881. Därefter följde anställningar på arkitektkontor i Stockholm, Uppsala och Göteborg. Han efterträdde J.W. Holmén som stadsarkitekt i Halmstad 1884–1890.
Han var även akvarellmålare med studier i Sydeuropa.

## Verk i urval

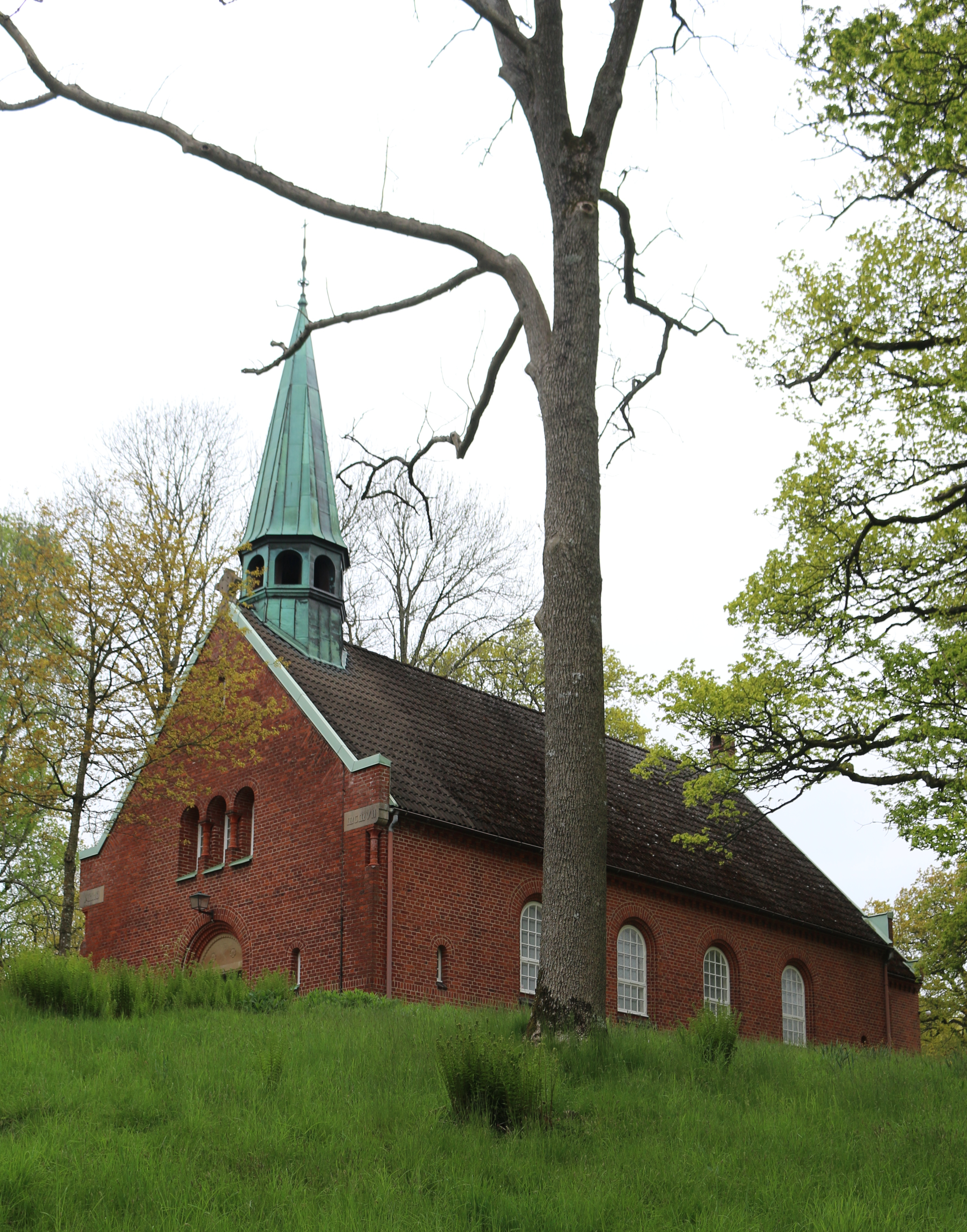
Sperlingsholms kyrka

- Angelska palatset, Anton Angels patricierhus, Köpmansgatan 10, Halmstad, 1885
- Kommunala flickskolan i Halmstad, Östra förstaden, 1889
- Halmstads varmbadhus, Badhussgatan, Norr, 1904
- Metodistkyrkan Sankt Johannes, Skolgatan, 1905
- Ledning av restaureringen av Halmstads slott
- Sperlingsholms kyrka, 1907–1909
- Viktoriagatan 3, Östra förstaden
- Viktoriagatan 8, Östra förstaden
- Sysslomannagstan 4, Östra förstaden, 1890
- Sysslomannagatan 10, Östra förstaden